# Рыбович, Любомир
Любомир Рыбович (словац. Ľubomír Rybovič; род. 18 февраля 1972 года, Спишска-Нова-Вес, Чехословакия) — словацкий хоккеист, игравший на позиции центрального нападающего.

## Карьера
Выступал за ХК «Кошице», «Грэнд-Рапидс Гриффинс» (ИХЛ), «Ньюкасл Джестерс», «Альба Волан» (Секешфехервар).
В составе национальной сборной Словакии провел 41 матч (13 голов); участник чемпионатов мира 1994 (группа C), 1996, участник Кубка мира 1996.

## Достижения
- Чемпион Словакии (1995, 1996, 1999)